# Nannastacus wisseni
Nannastacus wisseni är en kräftdjursart som beskrevs av Petrescu 1997. Nannastacus wisseni ingår i släktet Nannastacus och familjen Nannastacidae. Inga underarter finns listade i Catalogue of Life.